# Уортон, Кен (писатель)
Кен Уортон (англ. Ken Wharton; 21 июня 1950, Лидс, графство Йоркшир, Великобритания) — английский писатель.

## Биография
После окончания школы, в 1967 году вступил в британская армию. Дважды принимал участие в конфликте в Северной Ирландии. В 1973 году ушёл с военной службы, поступил в Уорикский университет, где изучал политологию.
В настоящее время проживает в Австралии.

## Творчество
Автор серии книг, основанных на реальных событиях этнополитического конфликта в Северной Ирландии. Книги написаны с точки зрения британского солдата, который служил там между 1969 и 1973 годами, о войне против террористов, не знающих пощады и сострадания. О тех более 1000 британских военнослужащих, которые погибли в Северной Ирландии, всего в 30 минутах полёта от Британии.

## Избранные произведения
- A Long Long War: Voices from the British Army in Northern Ireland, 1969—1998. (2008)
- Bullets, Bombs and Cups of Tea: Further Voices of the British Army in Northern Ireland, 1969-98. (2009)
- Bloody Belfast: An Oral History of the British Army’s War Against the IRA. (2010)
- The Bloodiest Year: British Soldiers in Northern Ireland 1972, in Their Own Words. (2011)
- Sir, They’re Taking the Kids Indoors: The British Army in Northern Ireland, 1973/74. (2012)
- Wasted Years, Wasted Lives: Vol 1 The Troubles 1975/7. (2013)
- Wasted Years, Wasted Lives: Vol 2 The Troubles 1978/9. (July 2014)
- Northern Ireland 1980-83: An Agony Continued. 2015